# قصر محمد خان القاجاري
قصر محمد خان القاجاري (بالفارسية: کاخ محمدخان قاجار) هو قصر تاريخي يعود إلى عصر القاجاريون، ويقع في جرجان.